# لک میخ ایم ارش
لک میخ ایم آرش (آلمانی: Leck mich im Arsch به معنای «باسن مرا بلیس») کاننی است در سی بمل ماژور اثر ولفگانگ آمادئوس موتسارت که با ترانه‌هایی به زبان آلمانی همراه است. موتسارت احتمالاً این کانن را به همراه شش کانن دیگر در سال ۱۷۸۲ در وین نوشته‌است. این قطعه با شش صدا به عنوان یک کانن بی‌نهایت سه‌بخشی غنوده می‌شود. گفته می‌شود موتسارت لک میخ ایم آرش را به عنوان موسیقی میهمانی برای دوستانش ساخته‌است.